# Empire (rockband)
Empire is een hardrockgroep/project rond gitarist Rolf Munkes (ex-Razorback) en bassist Neil Murray.
In 2001 nam Lance King de vocalen voor zijn rekening en speelde Gerald Kloos drums. Op hun eerste album Hypnotica deed de groep beroep op gevestigde gasten als Mark Boals, Anders Johansson en Don Airey. Johanssen, King en Kloos hadden voor Empire reeds op een solo-album (No More Obscurity) van Munkes gespeeld (met een opmerkelijke cover van "Message in a Bottle" van The Police. 
In 2003 waren Airey en Johansson opnieuw gast, maar nu was de zanger Tony Martin. Het album heet Trading Souls
In 2006 wordt een derde album (The Raven Ride) opgenomen met opnieuw Martin aan de vocals en nu Andre Hilgers (ook al ex-Razorbackop drums.